# Красноземье
Красноземье (бел. Красназе́м'е) — деревня в Жмуровском сельсовете Речицкого района Гомельской области Белоруссии.

## География

### Расположение
В 9 км на юг от районного центра и железнодорожной станции Речица (на линии Гомель — Калинковичи), 59 км от Гомеля.

## Транспортная сеть
Рядом автодорога Калинковичи — Гомель. Планировка состоит из короткой прямолинейной улицы, близкой к меридиональной ориентации и застроенной неплотно деревянными усадьбами.

## История
Основана в начале XX века переселенцами из соседних деревень. Наиболее активная застройка приходится на 1920-е годы. В 1931 году организован колхоз. 13 жителей погибли на фронте. Согласно переписи 1959 года в составе колхоза «Советская Беларусь» (центр — деревня Заспа).

## Население

### Численность
- 2004 год — 12 хозяйств, 23 жителя.

### Динамика
- 1930 год — 16 дворов, 103 жителя.
- 1959 год — 145 жителей (согласно переписи).
- 2004 год — 12 хозяйств, 23 жителя.